# Trupanea kraussi
Trupanea kraussi är en tvåvingeart som beskrevs av Munro 1964. Trupanea kraussi ingår i släktet Trupanea och familjen borrflugor.
Artens utbredningsområde är Liberia. Inga underarter finns listade i Catalogue of Life.